# Johan Tumba
Johan Tumba (1 juni 1964) is een Zweeds voormalig golfer. 

## Biografie
Tumba is de zoon van ijshockeyer en scratchgolfer Sven Johansson, die uit Tumba kwam en door iedereen Sven Tumba genoemd werd. Tumba maakte deel uit van een generatie golfers uit Zweden, waar de golfsport vooral door zijn vader populairder was geworden. Hij speelde op de Europese PGA Tour totdat hem in 1992 voor tien jaar het speelrecht ontnomen werd.

## Speelverbod
Op 29 januari 1992 werd hij in Wentworth door een commissie van de PGA verhoord over de beschuldiging dat hij de score op zijn scorekaart op Quietwaters, Essex zou hebben veranderd na de tweede ronde van de voorkwalificatie voor de Tourschool. Hierdoor kwam hij een ronde verder en eindigde ten slotte op de 25e plaats hetgeen hem een tourkaart voor 1992 opleverde.
Tumba speelde die tweede ronde met Ian Roper die in de Golf Weekly het verslag las en de bijgevoegde score. Hij belde toernooidirecteur Andy McAfee, die hem vroeg dit op schrift te stellen.
Tumba ging in beroep en mocht tot de finale uitspraak nog enkele toernooien spelen. Zo speelde hij het laatste Volvo Open op de Ugolino. dat door Anders Forsbrand werd gewonnen. hij verloor het beroep. Het hielp niet dat Johan Tumba in 1981 op 17-jarige leeftijd ook al eens van vals spel was beschuldigd nadat hij zijn bal enkele meters dichter bij de green had gelegd tijdens een toernooi in Karlstadt. Hij moest toen achteraf twee strafslagen bij zijn score optellen.